# Herakleiden
Als Herakleiden oder Herakliden (altgriechisch Ἡρακλεῖδαι Hērakleídai) werden in der griechischen Mythologie die Nachkommen des Herakles bezeichnet. Er war ein panhellenischer Held (Heros), der vor allem von den Dorern verehrt wurde. In der mythologischen Überlieferung hat Herakles an verschiedenen Orten der griechischen Welt mit verschiedenen Frauen Kinder gezeugt.
Die Dorer der griechischen Peloponnes führten ihre Herkunft auf Hyllos, Herakles’ ältesten Sohn mit Deianeira, zurück. Seine Söhne mit den Töchtern des Thespios sollen die Insel Sardinien besiedelt haben, sein Sohn Tlepolemos ließ sich angeblich auf Rhodos nieder.
Die Hypothese, dass die Herakleiden-Sage auf Erinnerungen an eine früher angenommene massive, gewaltsame dorische Einwanderung um 1200 v. Chr. fußt, der vor allem die mykenischen Palastzentren zum Opfer fielen, gilt heute als widerlegt.

## Mythologie

### Die Kinder des Herakles
- mit den fünfzig Töchtern des Thespios (außer einer) zeugte er einundfünfzig Söhne

mit Prokris, der ältesten Tochter, die Zwillingssöhne Anitleon und Hippeus
mit der jüngsten Tochter ein anderes Zwillingspaar.
- mit der Witwe oder einer der Töchter des Faunus (in Etrurien): Latinus, den Ahnherrn der Latiner
- mit Psophis (der Tochter des Eryx in Sizilien): Echephron und Promachos
- mit der Schlangenfrau Echidna in Hylaia: Agathyrsos, Gelonos und Skythes (dieser wurde zum Ahnherrn der skythischen Könige)
- mit Megara (der ältesten Tochter des Königs Kreon von Theben): die Alkaiden (nach unterschiedlichen Quellen zwei, drei, vier oder acht Söhne)
- mit Omphale (der Königin von Lydien): Lamos, Agelaos (der Ahne des Königs Kroisos) und Laomedon
- mit Malis (eine Sklavin der Omphale): Kleodaios oder Kleolaos sowie Akeles
- mit Chalkiope von Kos: Thessalos
- mit Deianeira: Hyllos, Ktesippos, Glenos und Hodites sowie die einzige Tochter des Herakles Makaria
- mit Astyoche oder Astydameia: Tlepolemos (oder Ktesippos)
- mit Auge: Telephos
- mit Phialo (der Tochter des Alkimedon): Aichmagoras
- mit Parthenope (der Tochter des Stymphalos): Eures
- mit Melite (einer Wassernymphe): Hyllos
- sowie Theagenes

### Nach Herakles’ Tod
Herakles, den Zeus eigentlich als Regent von Argos, Lakonien und des messenischen Pylos gesehen hatte, wurde durch eine List der Hera verdrängt, wodurch die für ihn vorgesehenen Besitzungen in die Hand von Eurystheus fielen, dem König von Mykene. Nach Herakles’ Tod fanden seine Kinder – nach langer Wanderschaft – Zuflucht vor Eurystheus in Athen. Eurystheus, dessen Anspruch auf Auslieferung abgelehnt wurde, griff Athen an, wurde aber geschlagen und getötet. Hyllos und seine Brüder fielen daraufhin in die Peloponnes ein, wurden aber nach einem Jahr durch eine Seuche zur Rückkehr gezwungen. Sie gingen nach Thessalien, wo Aigimios, der mythische Ahne der Dorer, dem Herakles in seinem Krieg gegen die Lapithen geholfen hatte, Hyllos adoptierte und ihm ein Drittel seines Reiches übergab. Nach Aigimios’ Tod unterwarfen sich seine beiden Söhne, Pamphilos und Dymas freiwillig ihrem Adoptivbruder (der, nach der dorischen Tradition bei Herodot 5,72, tatsächlich ein Achäer war), der dadurch Regent der Dorer wurde, deren drei Stämme nach diesen drei Helden benannt wurden.

### Die Rückkehr der Herakleiden
Mit dem Wunsch, das väterliche Erbe wiederzuerlangen, befragte Hyllos das Orakel von Delphi, das ihm riet, auf „die dritte Frucht“ zu warten, und dann den Peloponnes durch „einen Hohlweg über See“ zu betreten. Dementsprechend marschierte Hyllos nach drei Jahren über den Isthmus von Korinth, um Atreus, den Nachfolger des Eurystheus, anzugreifen, wurde aber im Zweikampf von Echemos, dem König von Tegea geschlagen. Diesem zweiten Versuch folgte ein dritter unter Kleodaios und ein vierter unter Aristomachos, beide erfolglos. Schließlich beklagten sich Temenos, Kresphontes und Aristodemos, die Söhne des Aristomachos, beim Orakel, dass ihre Anweisungen sich als unheilbringend erwiesen hätten, und erhielten die Antwort, dass mit der „dritten Frucht“ die „dritte Generation“ gemeint gewesen sei, und dass der „Hohlweg“ nicht der Isthmus von Korinth sei, sondern die Straße von Rhion. Dementsprechend bauten sie eine Flotte in Naupaktos, die aber, bevor sie auslaufen konnten, von Apollon durch einen Blitz zerstört wurde, durch den auch Aristodemos starb, weil einer der Herakleiden einen akarnanischen Wahrsager erschlagen hatte.
Das Orakel, erneut von Temenos befragt, schlug ihm ein Sühneopfer und die Verbannung des Mörders für zehn Jahre vor, sowie nach einem Mann mit drei Augen zu suchen, der ihnen als Führer dienen könne. Auf seinem Weg zurück nach Naupaktos traf Temenos Oxylos, einen einäugigen Aitolier, der auf einem Pferd ritt (macht zusammen drei Augen) und zwang ihn sofort in seinen Dienst. Nach einem anderen Bericht hatte das Maultier, auf dem Oxylos ritt, nur ein Auge. Die Herakleiden reparierten die Schiffe, segelten von Naupaktos nach Antirrhion und dann nach Rhium auf dem Peloponnes. Eine Entscheidungsschlacht wurde mit Tisamenos geschlagen, dem Sohn des Orestes und obersten König der Halbinsel, der geschlagen und getötet wurde. Die Herakleiden wurden dadurch Herren des Peloponnes, teilten die Halbinsel durch Los unter sich auf. Argos fiel an Temenos, Lakonien an Prokles und Eurysthenes, die Zwillingssöhne des Aristodemos, und Messene an Kresphontes. Der fruchtbare Distrikt von Elis wurde durch Übereinkunft für Oxylos zurückgehalten.

## Deutung / Geschichtlicher Hintergrund
Ursprünglich sah man die Söhne des Herakles als Fürsten in der Argolis an. Nach der älteren Lehrmeinung bewahrt die Herakleidensage einen historischen Kern: Etwa ab 1200 v. Chr. sei der Peloponnes, zunächst die Landschaften Argolis und Lakonien, durch dorische Stämme erobert worden (Dorische Wanderung). Die Dorer legitimierten demnach ihre Herrschaft nachträglich durch Anpassung ihrer Geschichte an die starke lokale Herakles-Verehrung. Sie sahen sich als Nachkommen (eines) der Söhne des Herakles. So führte die dorische Phyle (Stamm) der Hylleer ihren Namen auf Hyllos, den ältesten Sohn des Herakles und der Deianeira zurück. Die Eroberung des Landes wurde damit zur „Rückkehr der Herakleiden“ und rechtmäßigen Inbesitznahme umgedeutet.
Diese Interpretation fußt u. a. darauf, dass die Herakleiden oder deren Invasion weder bei Homer noch bei Hesiod erwähnt werden. Herodot (6,52) spricht von Dichtern, die ihre Taten verherrlichten, aber diese waren auf Ereignisse begrenzt, die unmittelbar auf den Tod des Herakles folgten. Erweiterungen des Mythos sind aus späterer Zeit von griechischen Tragödiendichtern überliefert. Eine der Hauptquellen des Mythos, die Bibliotheke des Apollodor, ist sehr viel jünger (1. nachchristliches Jahrhundert).
Die Vorstellung einer gewaltsamen Landnahme durch eine große dorische Invasion um 1200 v. Chr., der die mykenischen Paläste zum Opfer fielen, wird heute von der Forschung abgelehnt, da die mykenische Kultur noch etwa 150 Jahre nach den Zerstörungen zu Beginn des 12. Jahrhunderts v. Chr. bestand und neue, fremde Elemente aus dem Norden Griechenlands archäologisch kaum belegt sind. Heute wird die Einwanderung der Dorer daher wesentlich später angenommen – etwa ab dem Ende des 11. Jahrhunderts v. Chr. – wobei auch die Ansicht eines eher langsamen, unkoordinierten „Einsickern“ von kleinen Gruppen nach Südgriechenland vertreten wird. Inzwischen gilt es als sehr unwahrscheinlich, dass die Herakleidensage auf historische Ereignisse zurückgeht.

## Rezeption
Der griechische Dramatiker Euripides schrieb im 5. vorchristlichen Jahrhundert ein Schauspiel, das er Herakleidai nannte. Darin verstecken sich Makaria und ihre Geschwister vor Eurystheus in Athen, das von König Demophon regiert wird. Als Eurystheus den Angriff vorbereitet, prophezeit ein Orakel Demophon den Sieg genau dann, wenn eine adlige Frau der Göttin Persephone geopfert würde. Makaria erklärt sich dazu bereit, ihr zu Ehren wird der Makaria-Brunnen nach ihr benannt.

## Dynastie lydischer Könige
Als Herakliden wird ebenfalls eine Dynastie lydischer Könige bezeichnet, beginnend mit Agron 1216 v. Chr. bis Kandaules (728–711 v. Chr.) als letztem König, der durch Gyges, den Begründer der Mermnaden-Dynastie, ermordet wurde. Agron führte seine Abstammung auf Herakles und Omphale zurück (siehe dazu Liste der Könige von Lydien).